# كأس القارات لكرة السلة 1976
كأس القارات لكرة السلة 1976 هو الموسم 9 من  كأس القارات لكرة السلة. أشرف على تنظيمه الاتحاد الدولي لكرة السلة، وكان عدد الأندية المشاركة فيه  6، وفاز فيه ريال مدريد لكرة السلة.